# Philippe Renaud (Kanute)
Philippe Renaud (* 23. November 1962 in Créteil) ist ein ehemaliger französischer Kanute.

## Erfolge
Philippe Renaud ging bei den Olympischen Spielen 1984 in Los Angeles im Einer-Canadier in zwei Wettbewerben an den Start. Über 500 Meter verpasste er als Vierter hinter dem Rumänen Costică Olaru knapp einen Medaillengewinn. Auf der 1000-Meter-Strecke wurde er bereits im Vorlauf disqualifiziert. Bei den Spielen 1988 in Seoul startete er im Zweier-Canadier mit Joël Bettin auf der 500-Meter-Strecke. Sowohl in den Vorläufen als auch den Halbfinalläufen belegten die beiden Franzosen jeweils den zweiten Platz und qualifizierten sich so für das Finale. Dieses beendeten sie mit einer Rennzeit von 1:43,81 Minuten hinter den siegreichen Sowjet-Kanuten Victor Reneischi und Nicolae Juravschi sowie Marek Dopierała und Marek Łbik aus Polen auf dem zweiten Platz und gewannen damit die Bronzemedaille.
Ein Jahr darauf gewann Renaud bei den Weltmeisterschaften in Plowdiw auf der 500-Meter-Distanz sowohl im Zweier-Canadier als auch im Vierer-Canadier zwei weitere Bronzemedaillen. 1991 wurde er in Paris mit dem Vierer-Canadier Vizeweltmeister. Bei den Mittelmeerspielen 1993 in Languedoc-Roussillon gewann Renaud im Zweier-Canadier über 500 Meter die Silbermedaille.
Renauds Vater Marcel Renaud gewann 1956 eine olympische Silbermedaille im Zweier-Canadier. Auch sein Bruder Éric Renaud gewann eine olympische Medaille im Zweier-Canadier, als er 1984 Dritter wurde. Sein Großonkel Maurice Renaud ging 1924 bei den olympischen Radsportwettbewerben an den Start.